# Alamedilla
Alamedilla es una localidad y municipio español situado en la parte nororiental de la comarca de Los Montes, en la provincia de Granada, comunidad autónoma de Andalucía. Limita con los municipios granadinos de Dehesas de Guadix, Alicún de Ortega, Pedro Martínez y Guadahortuna, y con los municipios jienenses de Huelma y Cabra del Santo Cristo. Por su término discurre el río Guadahortuna.
El municipio alamedillero es una de las ocho entidades que componen la Mancomunidad del Mencal, y comprende los núcleos de población de Alamedilla —capital municipal—, El Hacho, Los Oqueales, El Peñón y Rambla de los Lobos.

## Historia
Su historia comienza con el asentamiento de tribus durante el Paleolítico y el Neolítico. Luego llegaron íberos, romanos y visigodos, de los que se conservan algunos restos. El poblamiento más antiguo se ha localizado en el yacimiento de Piedra de la Solana, con ocupación bastetana del siglo I. Se atribuye a la época musulmana la fundación del pueblo, con diversos lugares habitados en torno a lo que posteriormente sería su núcleo principal. También hay referencias a asentamientos altomedievales que no tendrán continuidad más allá de los siglos x-xi. Pierre Sillieres también sitúa la ciudad romana desaparecida de Agatucci en la zona de El Peñón.
Desde los siglos XIII a XV se encuentra en un territorio fronterizo con Castilla. En diciembre de 1489, durante la Guerra de Granada, se produce la toma cristiana de la zona de Alamedilla. En el siglo XVI Alamedilla es una aldea alejada de los caminos principales. En esta época pertenece a la diócesis de Guadix, en cuyo archivo se recoge un testimonio de 1569 de vecinos de Alamedilla que trabajaban las tierras de Pedro de la Cueva Benavides, caballero de la Orden de Calatrava y vecino de Guadix, apresados por los moriscos tras la rebelión de las Alpujarras.
En el Catastro de Ensenada aparecen los datos de Alamedilla dentro del partido de Guadix del Reino de Granada. Refleja un censo de sesenta y tres vecinos para 1752 y de doscientos cuatro vecinos 1787 y una vereda para comunicar el sur de Jaén con Guadix. Es una localidad de realengo dedicada a la agricultura y la ganadería y la propiedad está concentrada.
En el siglo XIX Alamedilla se constituye como municipio. Aparece descrito en el primer volumen del Diccionario geográfico-estadístico-histórico de España y sus posesiones de Ultramar de Pascual Madoz de la siguiente manera:

Lugar con ayuntamiento de la provincia, audiencia terr. y ciudad g. de Granada (12 leg.), partido judicial, adm. de rent. y diócesis de Guadix (6): está sit. en terreno llano, circundado por todos lados de cerros de poca altura, de color arcilloso y blanquecino, poblados de espartos; es de temperamento frio porque le bate el aire N., y poco sano, con propensión á tercianas á causa de las mareas que siempre se esperimentan. Sus casas son pobres y de mala construcción; la iglesia parr. es aneja del Sagrario de Guadix, y el cura de real presentación á propuesta del ordinario: en la actualidad se halla vacante el curato, y lo sirve un ecónomo, desde 1840: hay escuela de 1.* enseñanza. Confina el térm. al E. con el de Alicun do Ortega, S. con el de Pedro Martinez, O. con los de Cardela y Guadaortuna, todos de dicha provincia, y al N. con el de Cabra del Sto. Cristo (vulgo Cabrilla) de la de Jaen. Tiene montes de pinos y encinas, y pastos para sus ganados: el terreno es poco fértil y de secano, á escepcion de algunos pedazos que se riegan con las aguas del arroyo Guadaortuna, que pasa al pie de la población, y á 2 leg. hacia el E. desagua en el Fardes, junto á Alicun de Ortega : en este arroyo nace una fuente escasa de que se surte el vecindario, y de la del mismo arroyo cuando lleva corriente. En el campo hay una ermita para alivio de los que habitan en los cortijos, y en ella dice misa el cura del pueblo, ademas de la que celebra en este; prod.: trigo, cebada, centeno, ganado lanar, cabrio, alguno de cerda y poco de caballar y mular; pobl. 79 vec., 284 almas que se ocupan en la agricultura y ganadería: hay una fáb. de vidrio en mal estado, y está casi abandonada la cria de sosa ó barrilla: cap. prod.. 1.069,082 reales; imp. 43,763 reales: contr. 7,358 reales, 22 mrs. Este l. fué fundado por los sarracenos, durante su dominación en España y tiene por patrono á S. Antonio Abad.
(Madoz, 1850, p. 190)

En el último tercio del siglo XIX se beneficia de la construcción de la línea de ferrocarril que une Moreda con Linares-Baeza, encargada por la Compañía de los Caminos de Hierro del Sur de España a la sociedad francesa Fives-Lille. El puente del Hacho, erigido entre 1886 y 1895, está situado entre los municipios de Alamedilla y Guadahortuna.
Durante el siglo XX se produce el éxodo rural de la población hacia las ciudades industriales de España y el centro de Europa por la caída de la rentabilidad de las tierras de labor y en la actualidad la comarca de Los Montes granadinos continúa sufriendo una despoblación gradual pero constante.

## Geografía

### Situación
Integrado en la comarca de la Los Montes, se encuentra situado a 74 kilómetros de la capital provincial, sobre terreno llano rodeado de cerros de poca altura.
| Noroeste: Cabra del Santo Cristo (J)                         | Norte: Cabra del Santo Cristo (J) y Dehesas de Guadix | Nordeste: Dehesas de Guadix                |
| Oeste: Cabra del Santo Cristo (J), Huelma (J) y Guadahortuna |                                                       | Este: Alicún de Ortega y Dehesas de Guadix |
| Suroeste: Guadahortuna y Pedro Martínez                      | Sur: Pedro Martínez                                   | Sureste: Pedro Martínez                    |

### Clima
Su clima es mediterráneo de influencia continental, con veranos calurosos e inviernos muy fríos en los que se registran numerosas heladas. Por su situación en el sureste peninsular, donde caen escasas precipitaciones, se da una fuerte tendencia a la aridez.

## Naturaleza

### Fauna
Son muy abundantes en este municipio los conejos, y los zorros son sus depredadores naturales, al margen de las rapaces que sobrevuelan frecuentemente la zona. También son habituales reptiles, como las culebras de agua y de escalera, la lagartija colilarga y el lagarto ocelado.
El lagarto ha sustituido en la cadena trófica al conejo, que está desapareciendo en algunas zonas, por el exceso de caza y las numerosas enfermedades que lo están esquilmando.
Entre las aves destacan: las perdices rojas, las cogujadas, los trigueros y los pardillos, entre otras.

### Geología

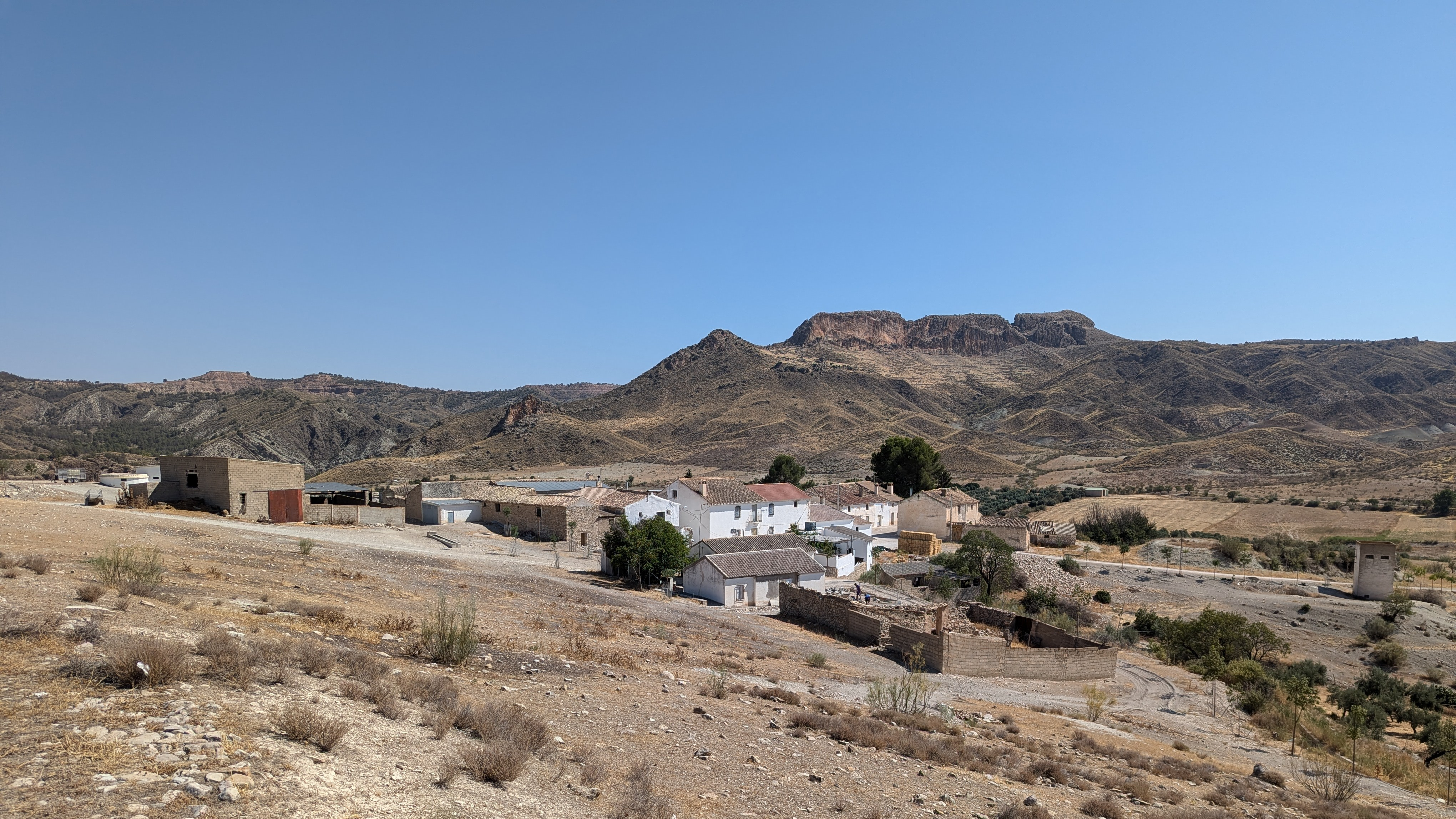
La Piedra de la Solana desde la localidad de El Peñón.

Domina el territorio la llamada Piedra de la Solana, en la zona del El Peñón, a 4 kilómetros de la población: una suerte de fortaleza natural que alcanza los 1233 m de altitud. Se trata de un abrupto paraje formado por tres enormes rocas que debió de servir de refugio para lo habitantes de la zona en época medieval, como lo confirman restos allí encontrados.
El municipio forma parte del Geoparque de Granada, incluyendo varios senderos y lugares de interés geológico de los que se han catalogado tres recursos geológicos en Alamedilla, situada en el altiplano estepario semiárido del sudeste andaluz. El más importante desde el punto de vista científico es la serie cretácica superior eoceno de Alamedilla. Las otras dos son las lavas almohadilladas de Alamedilla y la serie jurásica de cerro Méndez.

## Demografía
Cuenta con una población de 543 habitantes (INE 2024), que se distribuyen de la siguiente manera:
| Unidad poblacional  | Hab. |
| ------------------- | ---- |
| Alamedilla          | 536  |
| El Hacho            | 8    |
| El Peñón            | 7    |
| Los Oqueales        | 8    |
| Rambla de los Lobos | 3    |
| TOTAL               | 562  |

### Evolución de la población

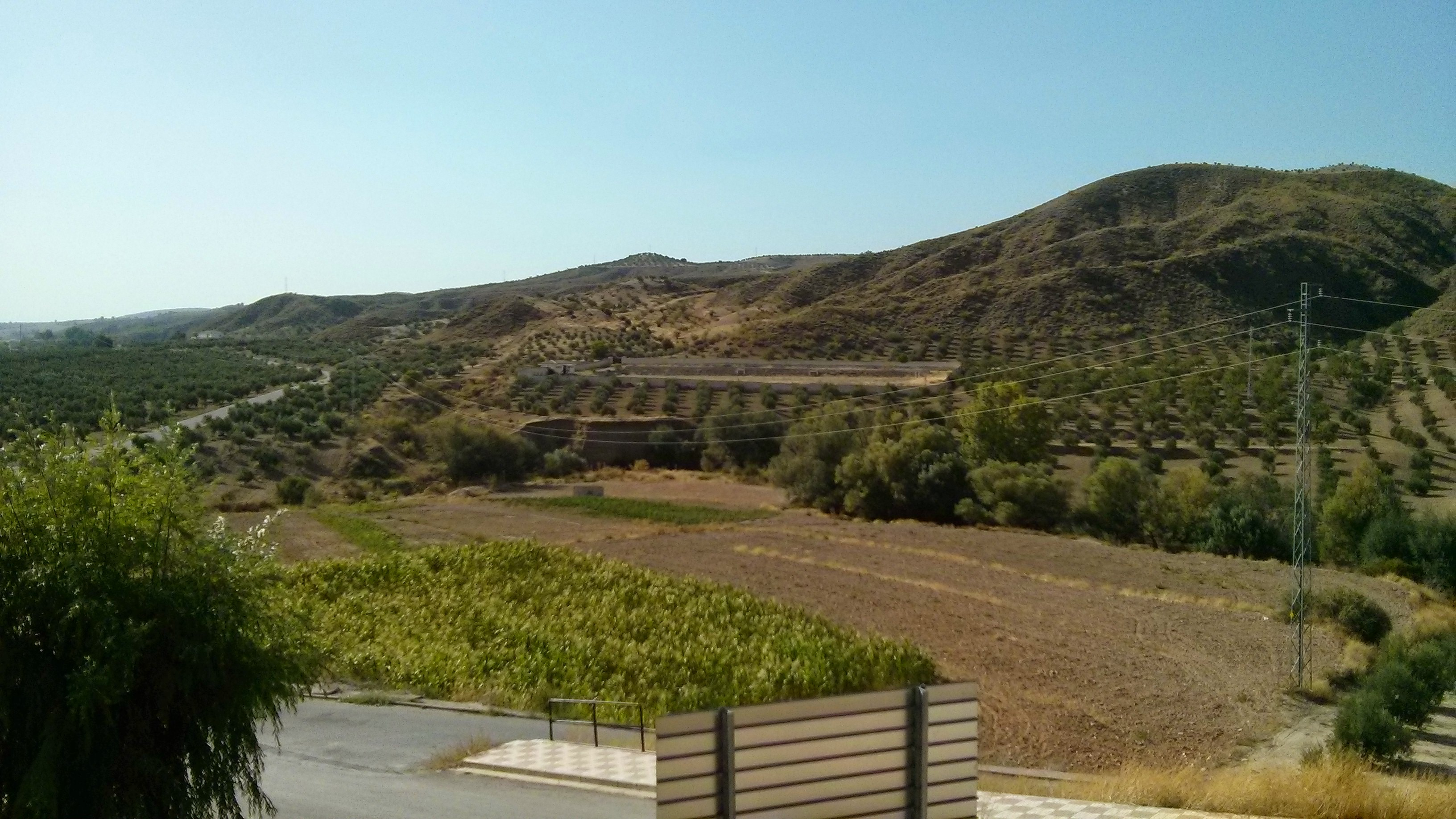
La economía local es mayoritariamente agraria.

| Gráfica de evolución demográfica de Alamedilla entre 1842 y 2021                                                    |
| |
| Población de derecho según los censos de población del INE Población de hecho según los censos de población del INE |

## Economía

### Evolución de la deuda viva municipal
| Gráfica de evolución de la deuda viva del Ayuntamiento de Alamedilla entre 2008 y 2019                                |
| |
| Deuda viva del Ayuntamiento de Alamedilla en miles de euros según datos del Ministerio de Hacienda y Función Pública. |

## Administración y política
Los resultados en Alamedilla de las últimas elecciones municipales, celebradas en mayo de 2023, son:
| Elecciones Municipales - Alamedilla (2023) | Elecciones Municipales - Alamedilla (2023) | Elecciones Municipales - Alamedilla (2023) | Elecciones Municipales - Alamedilla (2023) | Elecciones Municipales - Alamedilla (2023) |
| Partido político                           | Partido político                           | Votos                                      | Votos                                      | Concejales                                 |
| ------------------------------------------ | ------------------------------------------ | ------------------------------------------ | ------------------------------------------ | ------------------------------------------ |
|                                            | Partido Socialista Obrero Español (PSOE)   | 250                                        | 66,31 %                                    | 5                                          |
|                                            | Partido Popular (PP)                       | 118                                        | 31,29 %                                    | 2                                          |

### Alcaldes
| Legislatura | Nombre                                 | Grupo |
| ----------- | -------------------------------------- | ----- |
| 1979-1983   | José Ortega Sánchez                    | PSOE  |
| 1983-1987   | José Ortega Sánchez                    | PSOE  |
| 1987-1991   | Juan Marruecos Rienda                  | PSOE  |
| 1991-1995   | Juan Marruecos Rienda                  | PSOE  |
| 1995-1999   | José Ortega Sánchez                    | SLAP  |
| 1999-2003   | José Ortega Sánchez                    | SLAP  |
| 2003-2007   | Antonia Inmaculada Marruecos Cabrerizo | PSOE  |
| 2007-2011   | Antonia Inmaculada Marruecos Cabrerizo | PSOE  |
| 2011-2015   | Torcuato Cabrerizo Fernández           | PSOE  |
| 2015-2019   | Torcuato Cabrerizo Fernández           | PSOE  |
| 2019-2023   | Torcuato Cabrerizo Fernández           | PSOE  |
| 2023-act.   | Torcuato Cabrerizo Fernández           | PSOE  |

## Comunicaciones

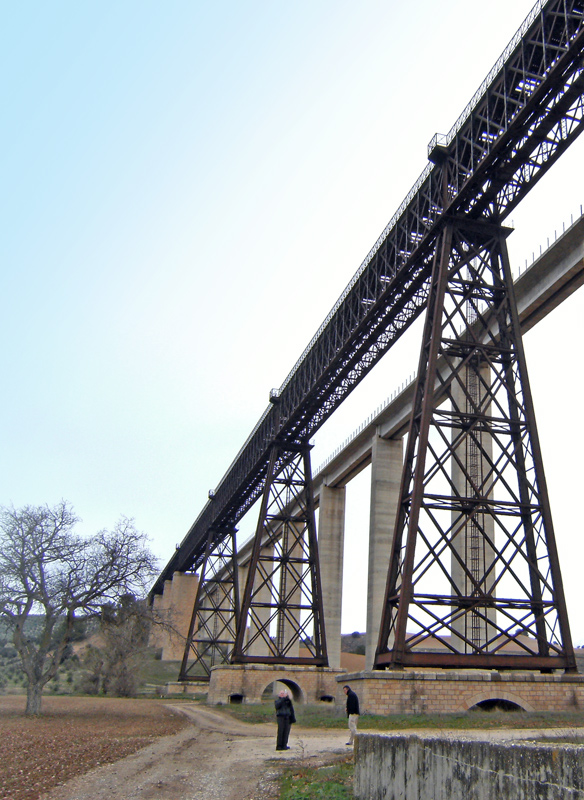
Puente del Hacho, entre los términos municipales de Alamedilla y Guadahortuna.

### Carreteras
Existen diversas carreteras locales que unen Alamedilla con varias de sus pedanías, si bien la única vía de comunicación de importancia que transcurre por el municipio es:
| Identificador | Denominación                      | Itinerario                     |
| ------------- | --------------------------------- | ------------------------------ |
| GR-5100       | De Montejícar a Dehesas de Guadix | Montejícar - Dehesas de Guadix |

Algunas distancias entre Alamedilla y otras ciudades:
| Ciudades | Distancia (km) |
| -------- | -------------- |
| Iznalloz | 39             |
| Guadix   | 40             |
| Jaén     | 73             |
| Granada  | 74             |
| Almería  | 143            |
| Murcia   | 258            |

### Ferrocarril
Por el municipio también pasa la línea Linares Baeza-Almería que une la ciudad de Linares con Granada y Almería. Cuenta con la estación de Alamedilla-Guadahortuna, actualmente sin servicio de viajeros, aunque puede ser utilizada como apartadero para efectuar cruces de trenes.

## Servicios

### Sanidad
El municipio cuenta con un consultorio médico de atención primaria situado en el camino del Cementerio s/n, dependiente del Área de Gestión Sanitaria Nordeste de Granada. El servicio de urgencias está en el centro de salud de Pedro Martínez y el área hospitalaria de referencia es el Hospital de Alta Resolución de Guadix. La localidad también dispone de farmacia.

### Educación
El único centro educativo que hay en el municipio es:
| Denominación genérica                    | Nombre del centro | Naturaleza | Dirección           |
| ---------------------------------------- | ----------------- | ---------- | ------------------- |
| Colegio de educación infantil y primaria | CEIP San Antonio  | Público    | C/ Constitución, 36 |

## Cultura

### Fiestas

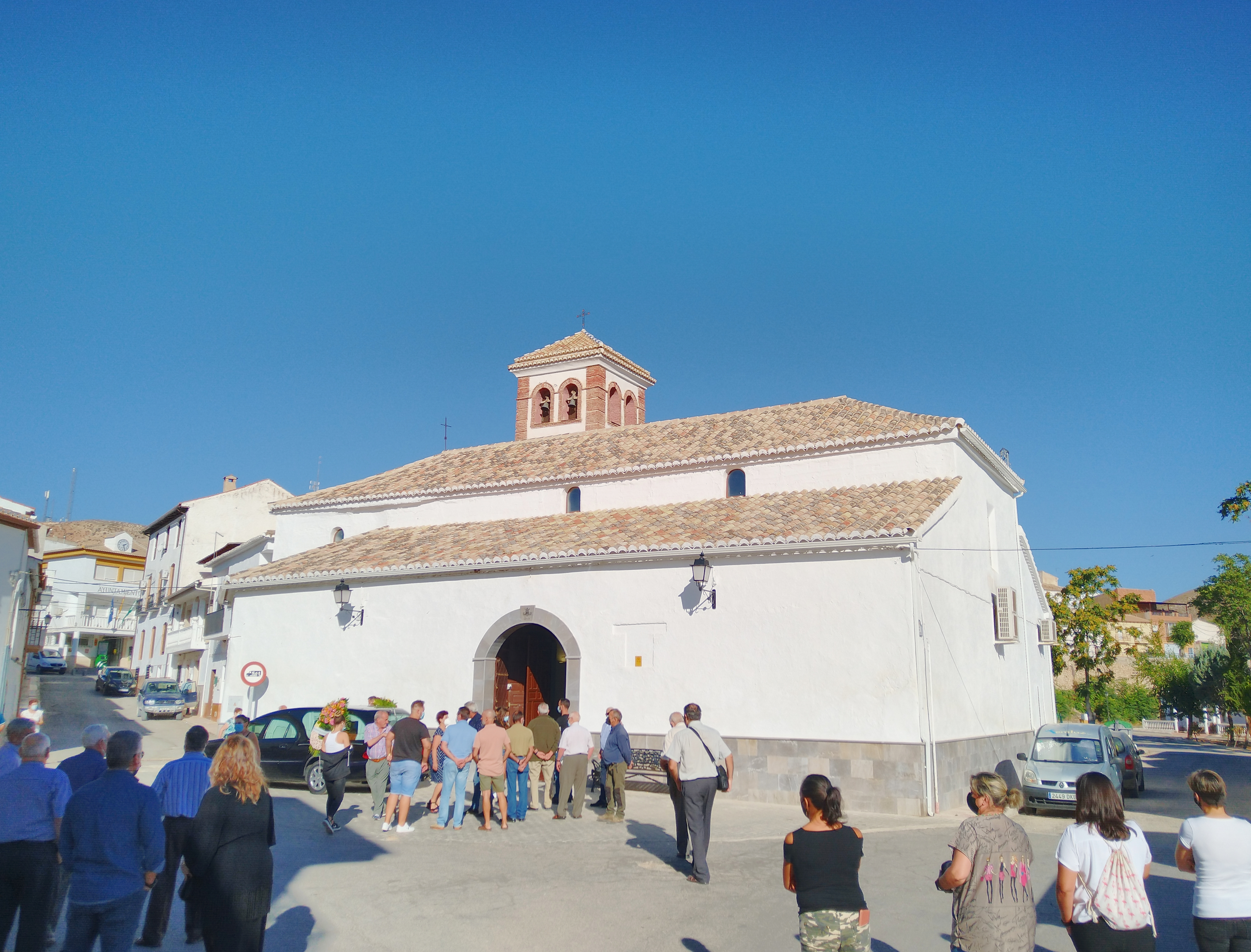
Iglesia de Nuestra Señora de la Asunción, en Alamedilla

El 17 de enero se celebra, como en buena parte de Granada, el día de San Antón, patrón de la localidad, y el 25 de abril la festividad de San Marcos. Era tradición que en la víspera de estos santos, las dos últimas parejas que se habían casado salieran a recorrer el pueblo. Recogían dinero para hacer roscas de pan, que eran llevadas a la iglesia y bendecidas por el sacerdote; después, durante la procesión del santo, se repartían entre los vecinos. La celebración de San Marcos se debe a la tradición de que, en la primera mitad del siglo XX, hubo una oleada de langosta que arrasó los campos de la comarca y se hizo un voto a este santo para salvarlos de la plaga.
La feria de Alamedilla tiene lugar en marzo coincidiendo con el día de San José —normalmente el 18, 19 y 20— en honor al Santísimo Cristo de la Luz. También se festeja el día 1 de mayo en honor a la Virgen de Fátima, donde se procesiona la imagen hasta El Peñón y se le dice misa. Esta fiesta se perdió con el paso del tiempo, pero en el año 2004 fue recuperada con la construcción de una ermita.

#### Fiesta de la Cachoca
Uno de los eventos más destacables es la Fiesta de la Cachoca, que se celebra el 1 de noviembre en la plaza del Ayuntamiento, donde se hace una gran asada de castañas y chocolate, para todos los lugareños y visitantes. Estas castañadas son muy típicas del interior de la región de Andalucía Oriental, pero en cada pueblo reciben diferentes nombres.

### Deportes
En agosto tiene lugar la carrera popular Alamedilla - La Solana.